# Море Лазарєва

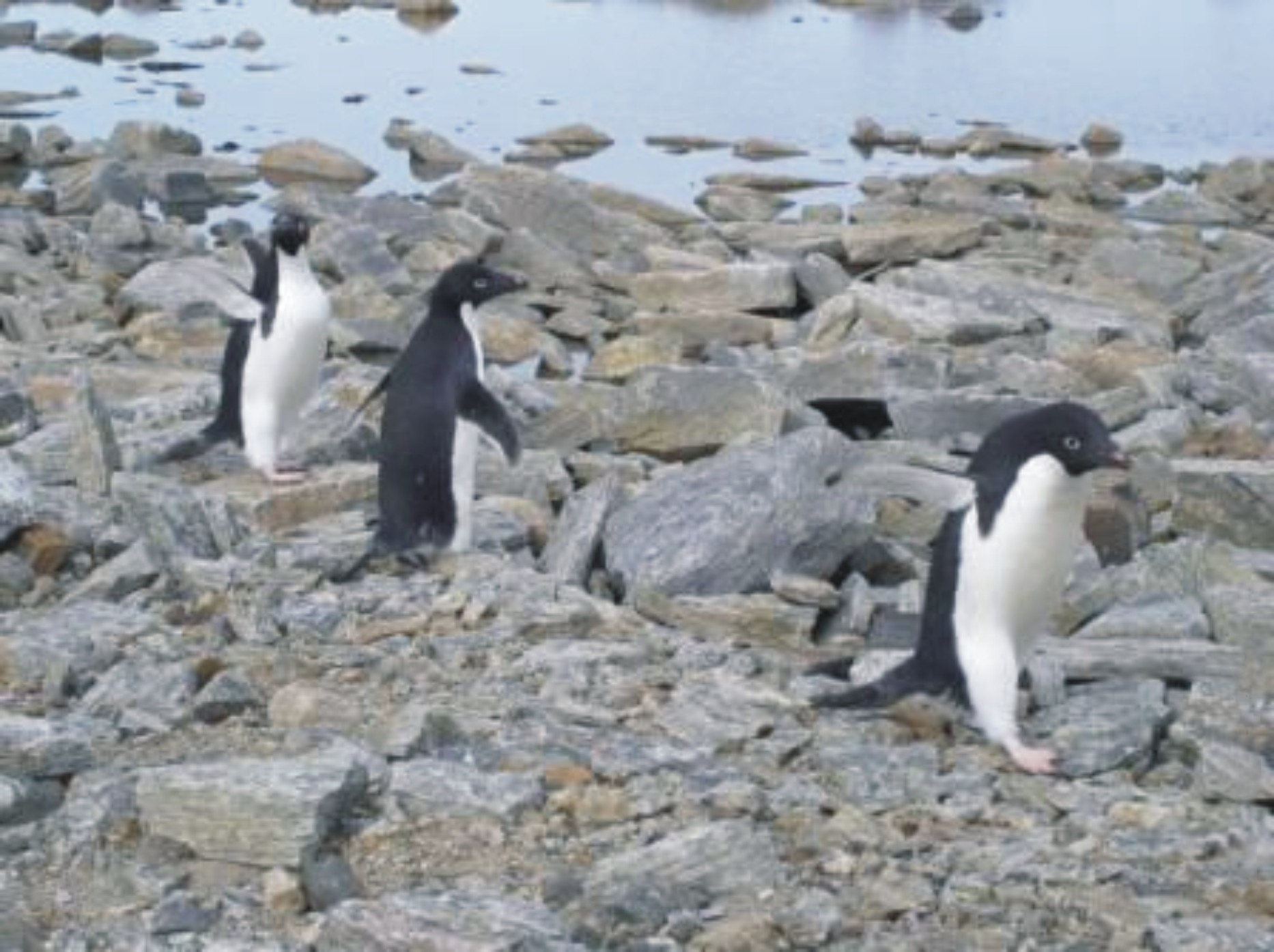
Пінгвіни Аделі поблизу ст. Новолазарєвська

Море Ла́зарєва — окраїнне море Південного океану, біля берегів Антарктиди. Акваторія між 0° і 14° меридіанами східної довготи. Води моря омивають Землю Королеви Мод. Площа 929 тис. км. Переважають глибини більше 3 000 м. Максимальна глибина понад 4 500 м. Береги переважно крижані, утворені прямовисними крижаними стінами шельфових льодовиків. Більшу частину року вкрите дрейфуючими крижинами, багато айсбергів. В кінці літа й восени дрейфуючі крижини зберігаються лише на узбережжі. Море Лазарєва виділене учасниками радянської антарктичної експедиції 1962 року і названо на честь одного з керівників першої Російської антарктичної експедиції адмірала М. П. Лазарєва.

## Клімат
Прилегла до узбережжя Антарктиди акваторія моря лежить в антарктичному кліматичному поясі, відкриті північні частини моря — в субантарктичному. Над південною акваторією моря цілий рік переважає полярна повітряна маса. Сильні катабатичні вітри. Льодовий покрив цілорічний. Низькі температури повітря цілий рік. Атмосферних опадів випадає недостатньо. Літо холодне, зима порівняно м'яка. Над північною відкритою частиною моря взимку дмуть вітри з континенту, що висушують і заморожують усе навкруги; влітку морські прохолодні західні вітри розганяють морську кригу, погіршують погоду.

## Біологія
Акваторія моря відноситься до морського екорегіону Східна Антарктика — Земля Королеви Мод південноокеанічної зоогеографічної провінції. У зоогеографічному відношенні донна фауна континентального шельфу й острівних мілин до глибини 200 м відноситься до антарктичної циркумполярної області антарктичної зони.